# Pointe de Merdassier
La pointe de Merdassier est un sommet de la chaîne des Aravis, en Haute-Savoie. Il culmine à 2 313 mètres d'altitude et surplombe le col des Aravis au nord-est et le col de Merdassier à l'ouest. Son ascension peut se faire depuis le col de Merdassier en suivant l'arête sud de la montagne.

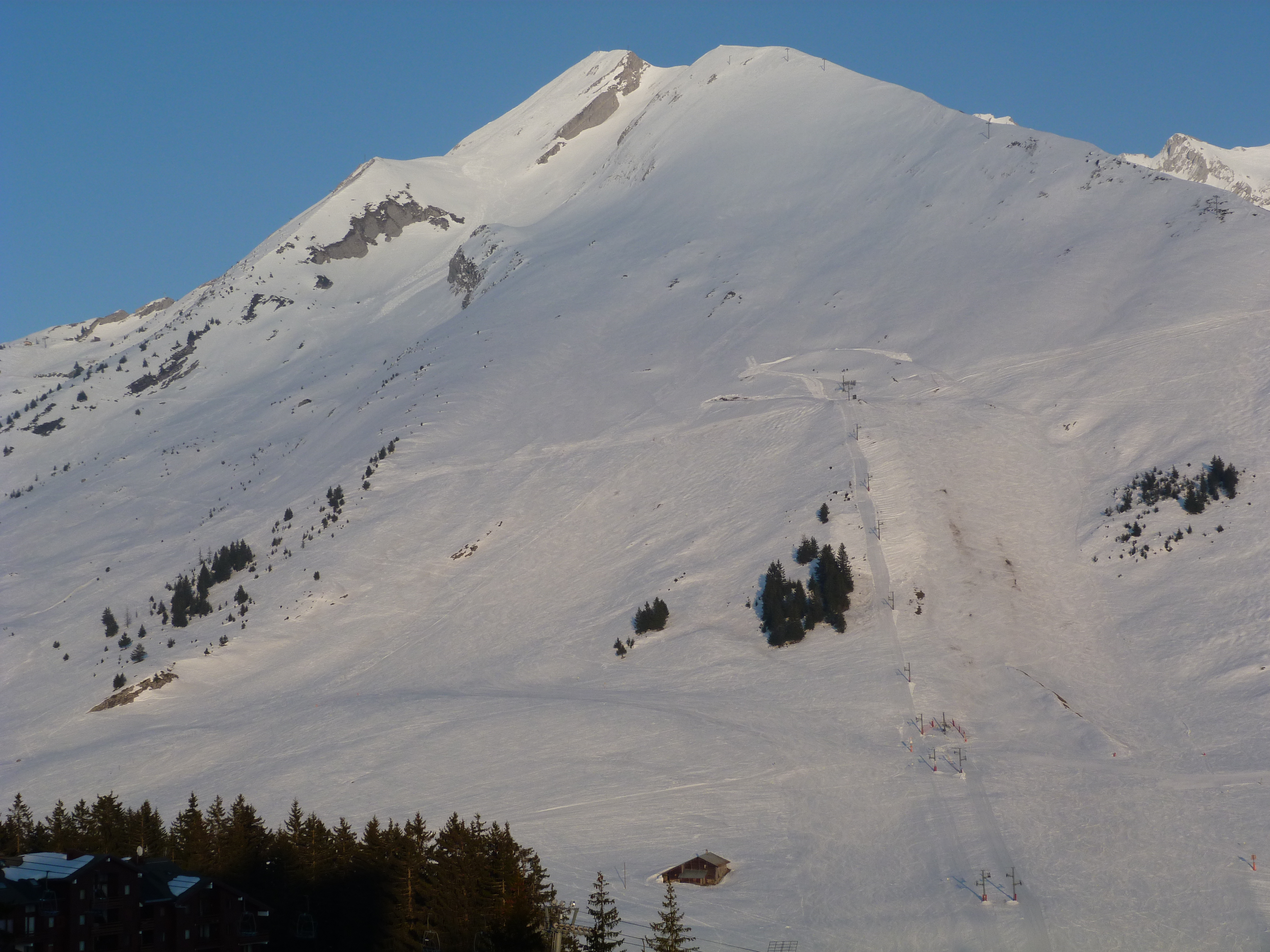
Vue de la pointe de Merdassier depuis la station de ski de Manigod.